# Ayşe Sumru Özsoy
A. Sumru Özsoy es una destacada lingüista y académica turca que trabaja en la Universidad de Bósforo, Estambul.

## Educación
Özsoy se licenció en Literatura comparativa por Robert College en 1971. Obtuvo un master en lingüística de la Universidad de Bósforo en 1975 y un doctorado en lingüística de la Universidad de Míchigan en 1983. El título de su tesis de doctorado fue "Kendi-reflexivización en turco: Un análisis sintáctico, semántico y de discurso".

## Carrera
Özsoy empezó su carrera como una instructora de inglés en 1972. Fue adjunta en la Universidad de Míchigan de 1977 a 1983. Se unió luego a la Universidad de Bósforo en 1983 y se convirtió en profesora de lingüística en el Departamento de Literaturas y Lenguas Occidentales en 1994.
Representa a la comunidad turca de lingüística en el Comité Permanente Internacional de Lingüistas (CPIL).

## Trabajos
Las áreas de estudio de Özsoy son la sintaxis, la estructura del turco, las lenguas del Cáucaso, la lingüística cognitiva, las lenguas de señas y la lengua de señas turca. Es una de las lingüistas que estudiaron el ahora extinto idioma Ubijé centrándose en su sintaxis. Estudió con Tevfik Esenç, el último hablante fluido de Ubijé, cuando él ya estaba al final de su vida. Organizó una conferencia internacional, concretamente la Conferencia sobre Lingüística Caucásica Noroccidental, en la Universidad de Bósforo en 1994, en memoria de Georges Dumézil, quien analizó la lengua en detalle, y Esenç.
Es autora de varios libros,  incluyendo Türkçe-Turkish (1999) y Türkçe'nin Yapısı. Sesbilim (2004; Estructura del Turco. Fonología). También ha publicado numerosos artículos en sus áreas de estudio.
Fue la coeditora de Dilbilim Araştırmaları de 1990 a 2011 y ha estado entre los editores de Turkic Languages desde 1997, el cual es publicado por la casa editorial Harrassowitz.